# ГЕС Вільям Е. Ворн
ГЕС Вільям Е. Ворн — гідроелектростанція у штаті Каліфорнія (Сполучені Штати Америки). Знаходячись перед ГЕС-ГАЕС Castaic, становить верхній ступінь каскаду на одному з відгалужень Каліфорнійського акведука, котрий постачає на південь воду зі спільної дельти річок Сакраменто та Сан-Хоакін, які впадають до затоки Сан-Франциско.
Відібрана у дельті Сакраменто вода транспортується уздовж західної сторони Центральної долини, витягнутої на сотні кілометрів в меридіональному напрямку між Береговими хребтами та горами Сьєрра-Невада. На крайньому півдні долину обмежує хребет Техачапі, що сполучає зі Сьєрра-Невадою Поперечні хребти (продовження Берегових). Тут розташована потужна — 787 МВт — насосна станція Едмонстон, яка забезпечує більш ніж півкілометровий підйом до розташованого на протилежному боці гір Техачапі безсточного басейну пустелі Мохаве. Невдовзі після цього траса акведука розгалужується на Іст-Бранч (прямує далі на південь) та Вест-Бранч. Остання гілка перетинає Поперечні хребти в напрямку розташованого на узбережжі Лос-Анджелеса, що завдяки перепаду висот створює умови для виробництва електроенергії.
Невдовзі після початку Вест-Бранч розташована насосна станція Осо, яка підкачує ресурс у канал довжиною 4,5 км. Він перетинає водорозділ та виводить у сточище Горман-Крік, лівої притоки річки Піру-Крік, котра стікає з південного схилу Поперечних хребтів та впадає праворуч до Санта-Клари (має устя на узбережжі Тихого океану за сім десятків кілометрів на північний захід від Лос-Анджелеса). Канал завершується у балансувальному резервуарі Quail Lake, котрий має площу поверхні 1,2 км2 та об'єм 9,3 млн м3.
Від Quail Lake по долині Горман-Крік прокладена дериваційна траса, яка включає канал завдовжки 3,5 км та напірний водовід завдовжки 8 км, що його продовжує. У підсумку ресурс надходить до машинного залу, розташованого біля впадіння Горман-Крік у створене на Піру-Крік водосховище Пірамід-Лейк. Тут встановлено дві турбіни типу Пелтон загальною потужністю 74,3 МВт, які при напорі 221 метр забезпечують виробництво 389 млн кВт-год електроенергії на рік.